# Domenico Beccafumi

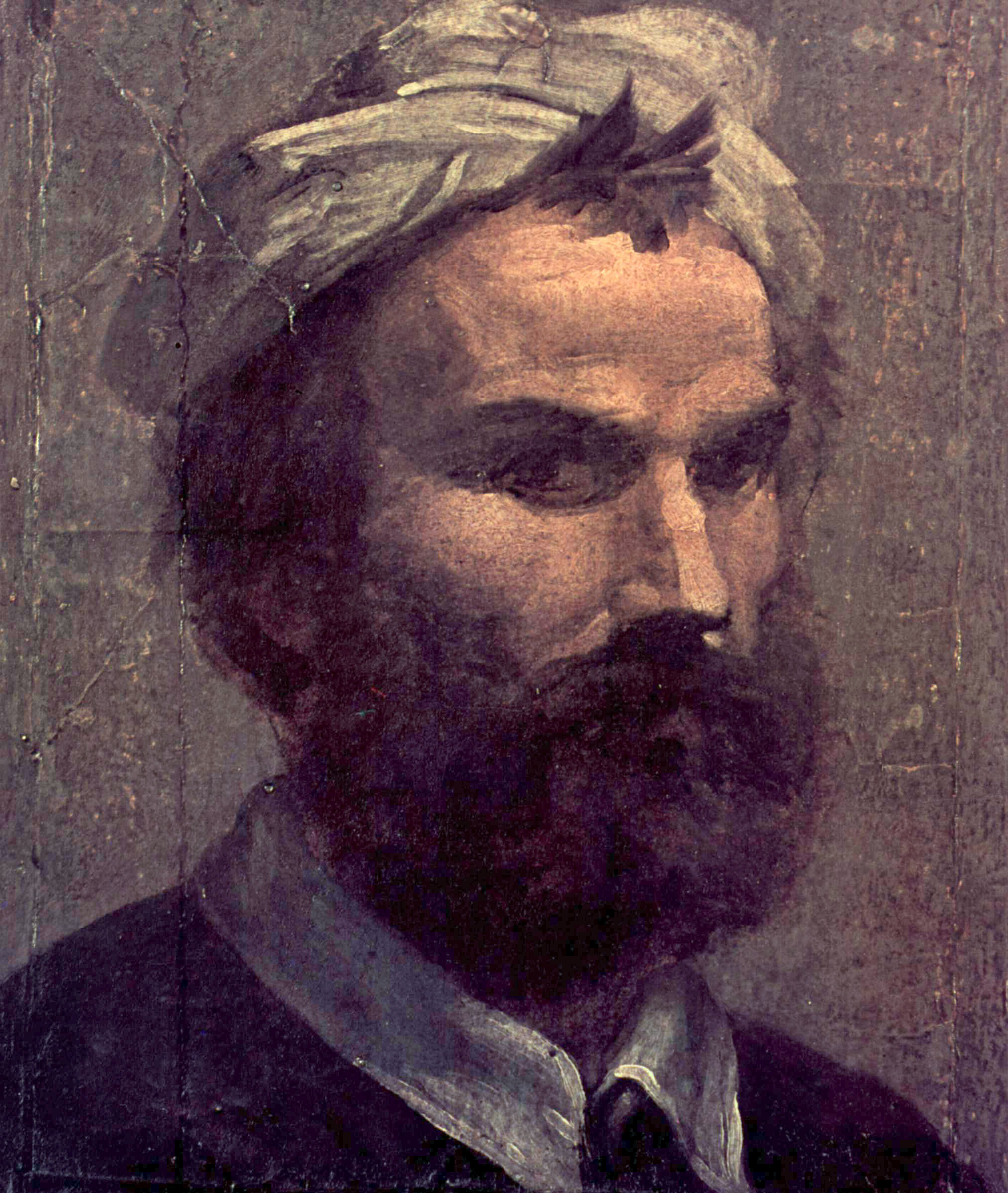
Selbstporträt, 1525–1530

Domenico di Giacomo di Pace Beccafumi, genannt il Mecherino (* um 1486 bei Siena, wahrscheinlich in Montaperti (heute Teil der Gemeinde Castelnuovo Berardenga); † 18. Mai 1551 in Siena) war ein italienischer Maler und Bildhauer des Manierismus.

## Leben
Beccafumi wurde als Sohn des Bauern Giacomo di Pace geboren, der für Lorenzo Beccafumi arbeitete. Auch er trat in den Dienst Beccafumis und wurde von ihm praktisch adoptiert. Sein Adoptivvater erkannte früh seine künstlerische Begabung und ließ ihn in Siena ausbilden.
1510 ging Beccafumi für zwei Jahre nach Rom. Dort konnte er, der aus dem konservativen Siena kam, wo man noch nach den Prinzipien des 15. Jahrhunderts malte, die revolutionären Werke der römischen Renaissance studieren, wie Raffaels Stanzen oder möglicherweise die damals bereits teilweise vollendeten Deckenfresken Michelangelos in der Sixtinischen Kapelle. Außerdem lernte er in Rom Werke der Antike kennen, ebenso wie Bilder Florentiner Maler der Renaissance. Aus seiner frühen Zeit in Siena und Rom sind allerdings keine seiner Arbeiten erhalten.

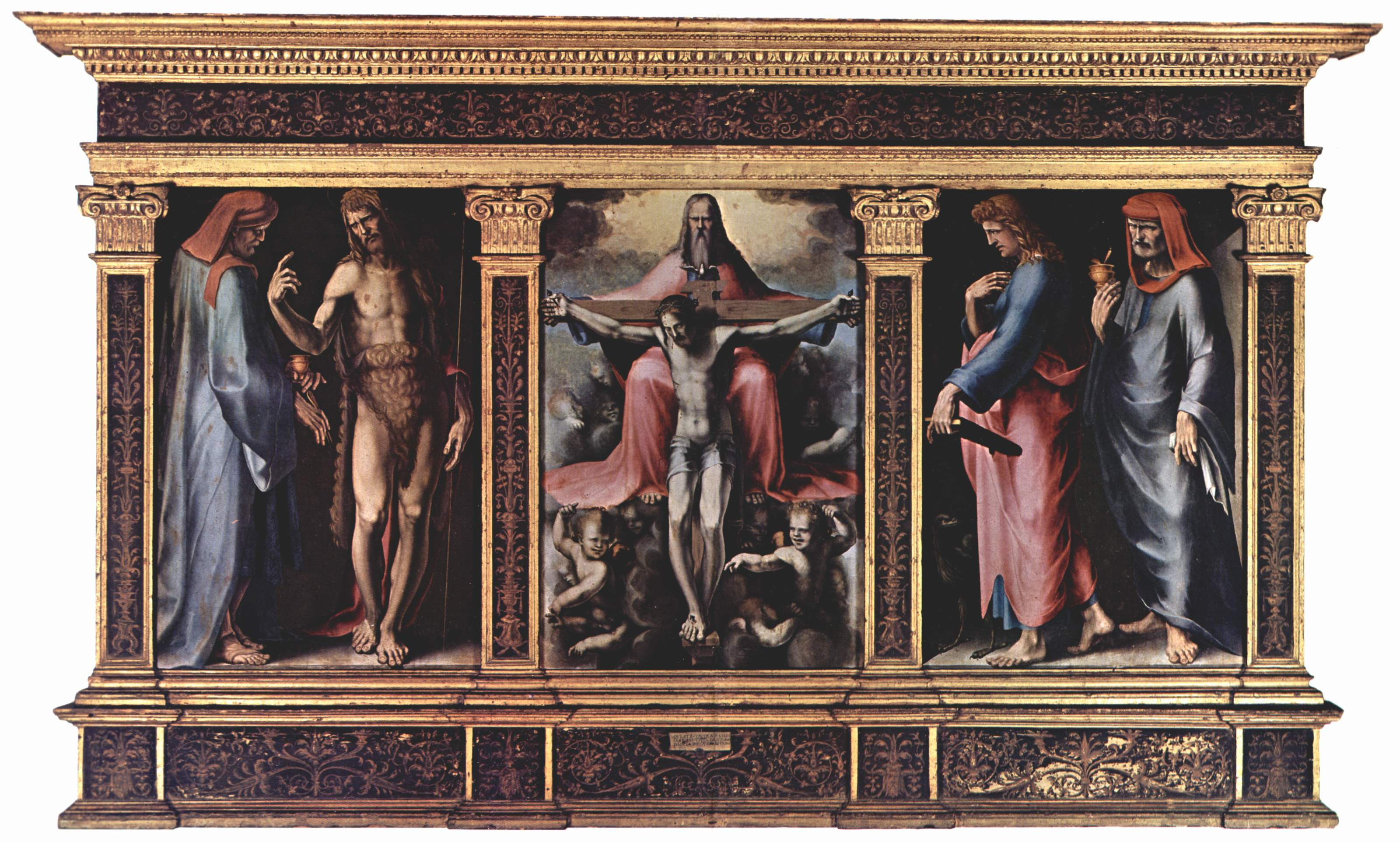
Triptychon, um 1513, Siena, Pinacoteca Nazionale

Zurück in Siena erhielt er eine Reihe von öffentlichen Aufträgen für die Kommune, für den Dom und für das Oratorio di San Bernardino sowie für private Auftraggeber. Er arbeitete an Fresken für die Cappella del Manto im städtischen Hospital Santa Maria della Scala und für die Fassade des Palazzo Borghesi, für die allerdings nur die Entwurfszeichnungen erhalten sind. Ab 1519 entstand im Palazzo Venturi ein allegorischer Freskenzyklus zum Thema familiärer Tugend. 1529 malte er die Decke in der Sala del Concistoro im Palazzo Pubblico.
1519 bekam er den Auftrag, für die figürliche Ausstattung des Marmorbodens im Dom Entwürfe herzustellen, an denen er für die folgenden 30 Jahre bis zu seinem Tod arbeitete.
Für seine privaten bürgerlichen und aristokratischen Auftraggeber malte er eine Reihe von großen und kleinen Altarbildern und von Andachtsbildern. Außerdem war er als Illustrator von Handschriften tätig. Beccafumi arbeitete auch als Bildhauer. So gibt es von ihm eine Reiterstatue Kaiser Karls V. sowie Bronze-Engel am Hauptaltar und den diesem am nächsten stehenden Pfeilern des Sieneser Doms. In den letzten Jahren seines Lebens experimentierte er mit Holzschnitttechniken.
Beccafumi war nie Hofmaler an einem der italienischen Fürstenhöfe, der kurze Aufenthalt 1540 bei Andrea Doria in Genua blieb die Ausnahme. Fast sein gesamtes Werk ist in Siena zu sehen, Bilder in europäischen Museen sind selten.

## Werke

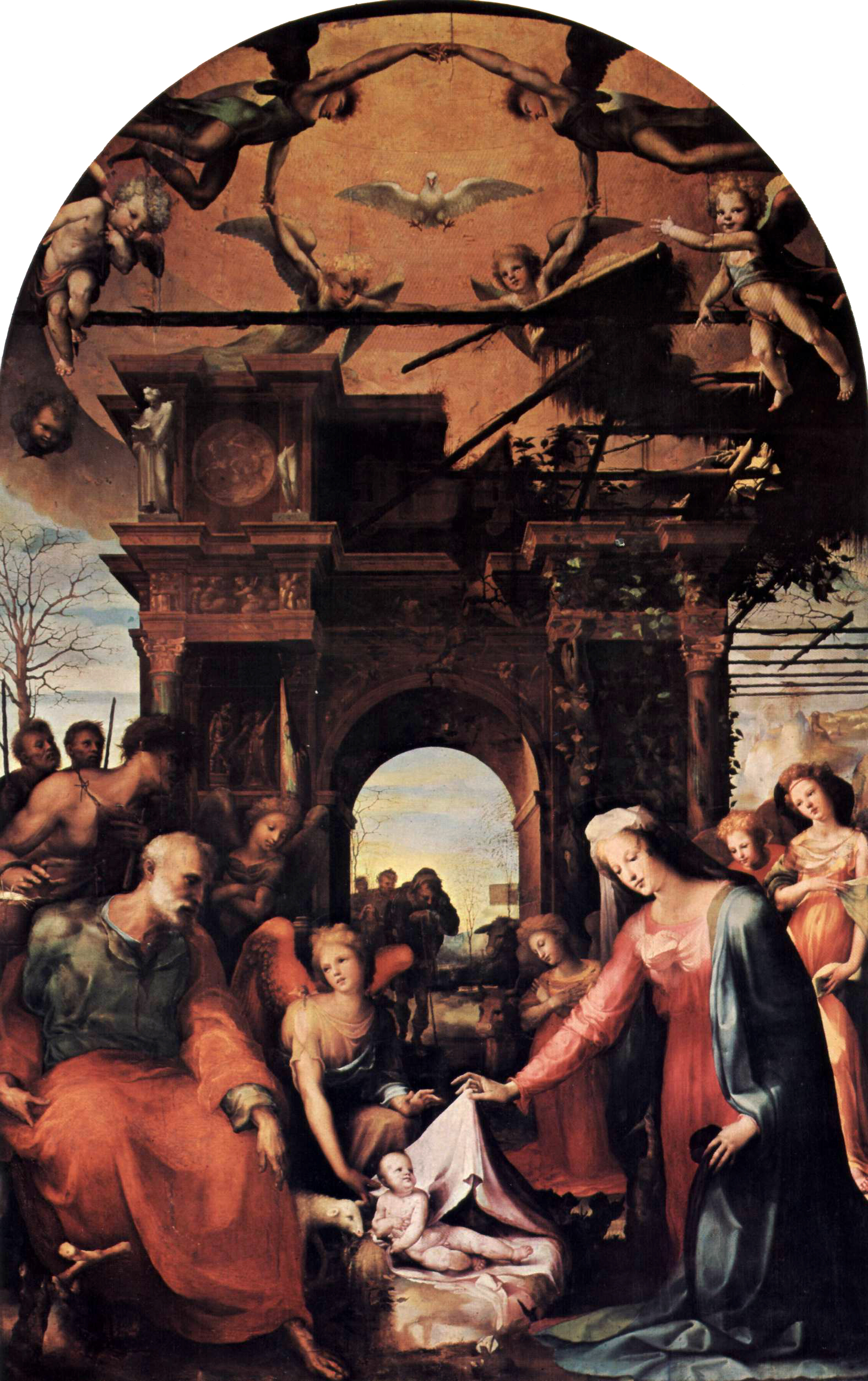
Geburt Christi, Siena, San Martino

- Begegnung Joachims mit Anna, um 1513, Fresco in der Cappella del Manto, Siena
- Dreifaltigkeit mit Heiligen, 1513, Pinacoteca Nazionale di Siena
- Fresken im Oratorio di San Bernardino, 1518, Siena
- Der Heilige Michael vertreibt die rebellischen Engel, um 1524, Pinacoteca Nazionale, Siena
- Der Heilige Michael vertreibt die rebellischen Engel, um 1528, San Niccolò del Carmine, Siena
- Heilige Familie. Holztondo, um 1520, Galleria degli Uffizi, Florenz
- Geburt Christi, 1523/24, Altarbild in der Kirche San Martino in Siena
- Thronende Maria mit Heiligen, 1528, Siena
- Christus im Limbus, Pinacoteca Nazionale, Siena
- Heilige Familie. Palazzo Pitti, Florenz
- Moses zertrümmert die Gesetzestafeln, 1537, Altarbild, Dom zu Pisa
- Madonna mit dem Jesuskind und dem Johannesknaben, Palazzo Barberini, Rom[2]
- Die Geburt der Jungfrau, Siena[3]
- Venus, The Barber Institute of Arts, Birmingham
- Mystische Vermählung der Heiligen Katharina, Monte dei Paschi, Siena
- Fußboden im Dom von Siena, 1519–1551[4][5]